# Défense abdominale
La défense abdominale est un état de la paroi de l'abdomen qui s'observe lors de la palpation par un examinateur (médecin le plus souvent). Dans ce cas la paroi ne se laisse pas déprimer, ayant perdu sa souplesse habituelle. Cette tension est due à une contraction involontaire et douloureuse de la musculature abdominale conséquence d'un phénomène d'irritation du péritoine,, dont l’un des feuillets tapisse justement la face interne de la paroi musculaire de l’abdomen.
Cette tension est donc le signe d'une souffrance du péritoine liée soit à une atteinte directe de celui-ci (péritonite primitive) soit en réaction à une atteinte d'un organe contigu du péritoine (appendicite aiguë, cholécystite aiguë, perforation d'un viscère, etc.),.
Elle peut être localisée à une partie de l'abdomen ou généralisée à tout l'abdomen. Lorsqu'elle est localisée elle siège au voisinage de l'organe qui souffre, par exemple en bas et à droite de l'abdomen en cas d'appendicite, en bas à gauche lors d'une diverticulite, au niveau épigastrique en cas de perforation de l'estomac ou du duodénum,, etc.
À ce stade une palpation douce permet généralement de vaincre la défense, au stade suivant de contracture abdominale ce n'est plus possible réalisant le tableau de ventre de bois,. 